# ディーター・シュネーベル
ディーター・シュネーベル（Dieter Schnebel, 1930年3月14日 - 2018年5月20日）は、ドイツの作曲家・音楽教育家・牧師。

## 経歴
バーデン＝ヴュルテンベルク州シュヴァルツヴァルト出身。フライブルク音楽大学で音楽理論を学び、ダルムシュタット講習会でルネ・レイボヴィッツ、エルンスト・クルシェネク、ヘルマン・シェルヘン、ルイジ・ノーノ、ピエール・ブーレーズ、ハンス・ヴェルナー・ヘンツェ、カールハインツ・シュトックハウゼンらの影響を受ける。
その後テュービンゲン大学で神学と哲学・音楽学を学ぶ。直後から作曲活動を行ったが、大学卒業後にカイザースラウテルンで牧師の仕事に入り、結婚し2人の子供を儲けている。
1970年に再婚しミュンヘンで音楽教師を務める。その後牧師活動をやめて1976年からベルリン芸術大学の実験音楽と音楽学の教授に就任、以降定年の1995年まで勤める。
2012年にドイツ音楽作家賞宗教音楽作曲賞を受賞した。
2018年5月20日、心臓病のためにベルリンにて亡くなった。88歳没。

## 主要作品
- マウルヴェルケ
- 交響曲X（エックス）
- パン
- グロッソッラリー61
- 声のために（dt31,6、AMN、！MadrashaII)
- 「Mono」（本）、
- メタモルフォーゼン・デス・オヴィド、モデレ

など